# Campionati del mondo di ciclismo su pista 2016 - Scratch maschile
La gara di scratch maschile ai campionati del mondo di ciclismo su pista si è svolta il 2 marzo 2016.

## Podio
| Pos.    | Atleta         | Nazionalità |
| ------- | -------------- | ----------- |
| Oro     | Sebastián Mora | Spagna      |
| Argento | Ignacio Prado  | Messico     |
| Bronzo  | Claudio Imhof  | Svizzera    |

## Risultati
60 giri (15 km)
| Posizione | Atleta             | Nazione       | Gap in giri |
| --------- | ------------------ | ------------- | ----------- |
| 1         | Sebastián Mora     | Spagna        |             |
| 2         | Ignacio Prado      | Messico       |             |
| 3         | Claudio Imhof      | Svizzera      |             |
| 4         | Raman Ramanau      | Bielorussia   |             |
| 5         | Cheung King Lok    | Hong Kong     |             |
| 6         | Vojtěch Hačecký    | Rep. Ceca     |             |
| 7         | Lucas Liss         | Germania      | −1          |
| 8         | Rui Oliveira       | Portogallo    | −1          |
| 9         | Christopher Latham | Gran Bretagna | −1          |
| 10        | Felix English      | Irlanda       | −1          |
| 11        | Moreno De Pauw     | Belgio        | −1          |
| 12        | Elia Viviani       | Italia        | −1          |
| 13        | Roman Gladysh      | Ucraina       | −1          |
| 14        | Andreas Müller     | Austria       | −1          |
| 15        | Glenn O'Shea       | Australia     | −1          |
| 16        | Morgan Kneisky     | Francia       | −2          |
| 17        | Jacob Duehring     | Stati Uniti   | −2          |
| 18        | Robert Gaineyev    | Kazakistan    | −2          |
| 19        | Adrian Tekliński   | Polonia       | −2          |
| 20        | Wim Stroetinga     | Paesi Bassi   | −2          |
| 21        | Alex Frame         | Nuova Zelanda | −2          |
| 22        | Jean Spies         | Sudafrica     | DNF         |